# Узуново (Московская область)
Узу́ново — село в городском округе Серебряные Пруды Московской области России. Находится на юге региона, в центральной части городского округа. Вытянуто на несколько километров вдоль русла реки Березинки, притока реки Осётр. Состоит из двух микрорайонов: Северного и Южного. В селе есть поликлиника, детский реабилитационный центр «Подросток», два детских сада, музыкальная школа, два сельских клуба и Узуновская средняя общеобразовательная школа, ФГУ «Московская селекционная станция».

## Население
| 1929 | 2002  | 2006  | 2010  |
| ---- | ----- | ----- | ----- |
| 318  | ↗3399 | ↗3483 | ↘3417 |

## Этимология
Название села возникло от татарского слова узун (тат. узун — в переводе длинный или длинное). Согласно местной легенде, монголо-татарские завоеватели, проходившие через село во время своих нашествий, называли его именно так, Длинное — Узуново.

## История
До 1924 года Узуново входило в состав Трепольской волости (Митякинская волость) Михайловского уезда Рязанской губернии.
В царской России село было барским поместьем. В 1859 году в селе было 32 двора, где жили 217 мужчин и 211 женщин.
На правом берегу реки Березинки раньше находился винзавод, где производили различные плодовые вина и наливки. На левом берегу (ныне в районе коттеджей) находились искусственные водоёмы с чистой родниковой водой, в которых водилось множество видов рыб. При советской власти пруды были спущены для очистки, плитка снята, работы по очистке завершены так и не были, остались котлованы с родниками, дно заросло кустарниками.
Чуть выше от искусственных прудов возвышалось здание Барского дома (сгорел в конце 90-х годов), дом был огромный, двухэтажный с колоннами. В советское время дом использовался как строительная контора и жилой дом для рабочих Московской селекционной станции Всесоюзного института кормов.
1994—2006 гг. — центр Узуновского сельского округа Серебряно-Прудского района.
2006—2015 гг. — центр сельского поселения Узуновское Серебряно-Прудского района.
2015 г. — н. в. — село городского округа Серебряные Пруды Московской области.

## Транспорт
Железнодорожная станция Узуново — участковая станция Павелецкого направления Московской железной дороги с пунктом оборота локомотивов. Была построена в начале XX века, когда прокладывалась линия Рязано-Уральской железной дороги от города Павельца до Москвы. Здание вокзала Узуново, построенное в XX столетии, сохранилось и действует по сей день. В начале восьмидесятых годов XX века станция была значительно расширена, была проложена хордовая линия от Узуново на Рыбное (Рязанское направление Московской железной дороги). Станция Узуново стала конечной для электропоездов Павелецкого направления, отправляющихся с Павелецкого вокзала города Москвы, и от вокзала Рязань-1. Также она является станцией стыкования, на которой сходятся различные виды электрификации (в сторону Москвы и Рыбного постоянный ток 3 кВ, в сторону Павельца переменный ток 25 кВ/50 Гц).
- Станция Узуново, общий вид
- Станция Узуново, водокачка
- Станция Узуново, вокзал

## Спорт
В 2008 году в селе Узуново был создан Сельский Спортивный клуб «Вятич», в котором местное население занимается различными видами спорта. В 80-x годах на построенном в то время новом стадионе проводились соревнования республиканского масштаба. В Узуново съезжались футбольные команды из автономных республик, краёв и областей РСФСР. Футбольные, хоккейные, волейбольные, теннисные и т.д. команды из Узуново многократно занимали и занимают почётные призовые места. Самые крупные мероприятия, праздники и важные события села, такие как День молодёжи, Масленица, День Узуново и прочие народные гулянья и мероприятия, проводятся на стадионе Узуново. Праздники проводятся при участии спортсменов, популярных артистов и самодеятельных коллективов. В 2009 году женская футбольная команда «Вятич-УОР» выступала в первой лиги Чемпионата России.

## Достопримечательности
В центре села возвышалась Никольская церковь. По форме церковь напоминала храм Христа Спасителя в Москве. В 1930-е годы церковь была разрушена, а из кирпича храма была построена школа. В 2008 году начала действовать вновь построенная Никольская церковь. Она немного меньше, чем была раньше, и построена на другом месте, но название осталось прежним.

## Люди, связанные с селом
- Кашин, Владимир Иванович — бывший директор МСС, ныне, заместитель председателя ЦК КПРФ, академик РАСХН, депутат Государственной Думы (фракция КПРФ);
- Столяров, Сергей Дмитриевич — актёр;
- Рубанов, Андрей Викторович — писатель.